# Maussollos
Maussollos was een Perzische satraap van Carië die heerste van 377 v.C. tot 353 v.C.
Hij nam een zeer onafhankelijke positie in. Zijn residentie was Halicarnassus (tegenwoordig Bodrum), waar zich ook zijn bekende Mausoleum (een van de zeven wereldwonderen) bevond. Hiervan is het bekende woord voor praalgraf afkomstig: mausoleum.